# 圣路易斯大学
圣路易斯大学（英語：Saint Louis University，缩写SLU）是一所位于美国密苏里州圣路易斯的天主教私立大学。该校被列为R1研究型大学。

## 历史
创设于1818年；另有分校区位于西班牙马德里。该校是密西西比河以西历史最悠久的大学、也是全美耶稣会大学里历史第二悠久的，隶属于耶稣会学院和大学联合会。该校有学生13505人，其中大學生8687人，研究生4818人。师生比例为1比12，平均教学班级大小为23.8人。

## 排名
《美国新闻与世界报道》2017年将该校排在全国89名。

## 知名校友
- 恩里克·博拉尼奧斯（1962年畢業，文學士），前尼加拉瓜總統
- 約瑟夫·P·提士道（英语：Joseph P. Teasdale）（1981年畢業，法律博士），前密蘇里州州長（英语：List of Governors of Missouri）
- 周瑞夫（1976年畢業，理學士），美國空軍退役中將，前駐華武官、華盛頓空軍軍區司令（英语：Air Force District of Washington）、利比亞戰爭北約航空部隊司令
- 基恩·克蘭茨（英语：Gene Kranz）（1954年畢業，理學士），阿波羅11號及阿波羅13號時為美國國家航空暨太空總署飛行主任